# The Pez Outlaw
The Pez Outlaw es una película documental romántica, protagonizada por Steven J. Glew, Katie Chrzanowski, Jon Hicks, Eric Leukert y Jim Blaine. La película dirigida, editada y producida por Amy Storkel y Bryan Storkel, fue estrenada el 21 de octubre de 2022 en Estados Unidos.

## Reparto
- Steven J. Glew como El Pez Outlaw
- Katie Chrzanowski como Pez Head
- Jon Hicks como Pez Head
- Eric Leukert como Gunther
- Jim Blaine como MVP de producción